# 安井信久
安井 信久（やすい のぶひさ）は、日本の弁護士。愛知県弁護士会会長や、日本弁護士連合会副会長、日本弁護士政治連盟副理事長等を務めた。

## 人物・経歴
明治大学卒業後、弁護士登録。2013年から日本弁護士連合会副会長及び愛知県弁護士会会長を務め、公益性や公共性の重視を進め、特定秘密の保護に関する法律反対のデモ行進を行ったり、日本国憲法第96条の憲法改正要件緩和への反対決議を主導し、全会一致で取りまとめるなどした。2017年日本弁護士政治連盟副理事長。南山大学法科大学院実務指導弁護士等も務めた。
2022年、旭日中綬章受章。